# Postroute Braunschweig–Hildesheim

Einteilung des Herzogtums Braunschweig

Bei der Postroute Braunschweig–Hildesheim handelt es sich um die fahrenden und reitenden Posten von Hildesheim nach Braunschweig. Ebenso behandelt der Artikel die Postgeschichte der Orte Bettmar, Vechelde und Thedinghausen im Kreis Braunschweig im gleichnamigen Herzogtum. Die Postgeschichten von Lehre und Immendorf sind den Postrouten Braunschweig–Calvörde beziehungsweise Wolfenbüttel–Harzburg zugeordnet. Über die Postgeschichte der Stadt Braunschweig berichten die Artikel: Braunschweiger Postanstalten sowie Braunschweiger Poststempel.
Anfang des 19. Jahrhunderts umfasste das Herzogtum Braunschweig 4020 km² mit 260.000 Einwohnern. Die Hauptstadt Braunschweig an der Oker hatte 36.000 Einwohner.

## Vorbemerkung

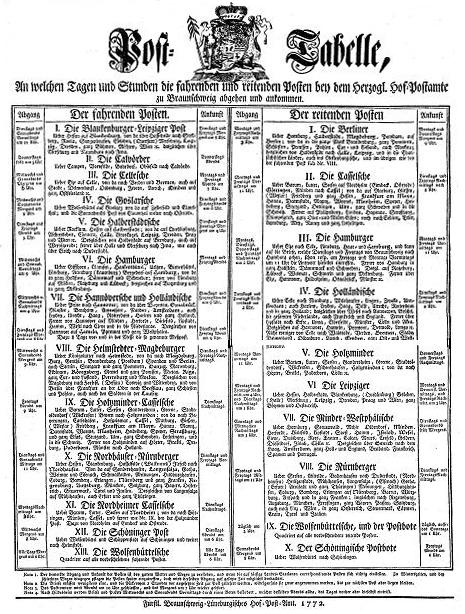
Fahrplan Braunschweig 1772

Die Leitung der Herzoglich Braunschweigischen Landesposten oblag, bis zum 1. April 1833, dem Hof-Postamt in Braunschweig. Durch Postverordnung wurde diese Aufgabe einer eigenständigen Postdirektion übertragen. Für die Sicherheit, Schnelligkeit und Bequemlichkeiten der Posten war durch die Postordnungen (von 1766, 1790 und 1796) gesorgt.
Das Hof-Postamt war in einem Gebäude am Kohlmarkt (heute Karstadt Einrichtungshaus) untergebracht. In Wolfenbüttel, Helmstedt, Seesen, Holzminden und Blankenburg waren Postmeister angestellt. Die übrigen Postbediensteten auf den Stationen führen den Titel Posthalter.
Dem Hof-Postamt Braunschweig unterstanden die folgenden Postanstalten: Bettmar, Lehre, Wendhausen, Exklave Ölsburg, und Vechelde. Alle anderen Orte hatten, mindestens einmal in der Woche, für eine Botenpost zur nächsten Postanstalt zu sorgen.
Eine Form der Botenposten war, dass in wechselnder Reihenfolge ein Ortseinwohner als „Reihenbote“ gehen musste. Oft war es der Gemeindediener, der diesen Dienst übernahm. In so genannten „Postablagen“ oder „Briefsammelstellen“ waren die Briefstücke für den Boten abzugeben bzw. abzuholen.
In der Umgebung der Stadt Braunschweig wurden seit 1838 Briefe und kleine Pakete durch Landpostboten bestellt und eingesammelt. Im Laufe der Zeit war das die Regel im ganzen Land.

## Bettmar
Im Archiv zur Neueren Geschichte von 1786 ist zu lesen: „Außer der braunschweigischen Post ist auch eine kaiserliche hier (in Braunschweig). Die Montur der hiesigen kaiserlichen Postillions ist braun und gelb aufgeschlagen mit gelben Knopflöchern. Über Lehndorf, Raffturm, Fecheln (Vechelde), Bettmar, Großenlaffer (Groß Lafferde), ging es ins Stift Hildesheimische Gleidingen, hier ist ein kaiserliches Posthaus für die reitende Post. In Gleidingen werden Pferde gewechselt, man bekommt Pferde von der kaiserlichen Post zu Hildesheim. Die Postillions daselbst haben graue Röcke gelb aufgeschlagen und gelbe Reisehüte mit dem doppelten Adler. Es ist hier der halbe Weg zwischen Braunschweig und Hildesheim.“
Nach der Auflösung des Königreichs Westphalen verfügte die Landesregierung am 22. Januar 1814 Bettmar zum Sitz eines Kreisgerichtes zu machen. Seitdem hatte Bettmar auch ein Postwärteramt. Als im Jahre 1825 das Kreisgericht Bettmar mit der Restitution des Amts Vechelde in das benachbarte Vechelde verlegt wurde, hob man die Postwärterei auf. Auf Briefen sind lediglich handschriftliche Ortsvermerke vorgefunden worden.
In Bettmar wurde 1892 eine Postagentur mit Pferdestation eröffnet. Erster Postagent war Georg Reinecke bis 1896. Als Landbriefträger werden in den Adressbüchern Wilhelm Frick (1907 bis 1912) und Paul Mielke (1914 bis 1916) genannt.

## Vechelde

Frühe Poststempel von Vechelde

Nach der Aufhebung der Postwärterei in Bettmar, erhielt Vechelde 1825 eine Postexpedition. Seit dieser Zeit sind die Einzeiler zu finden, meist mit einer handschriftlichen Datumsangabe. Unter dem Postexpedienten Heinrich Friedrich Hansemann (Amtszeit 1833 bis 1853) wurden die Stempel in schwarz abgeschlagen. Sein Nachfolger Theodor Ludwig Borchers (1854 bis 1866) bekam 1854 den Rechteckstempel. Der Postexpedient stempelte in blauer Farbe. Die Briefmarken wurden ab 1856 mit dem Rostrautenstempel „43“ entwertet.
Nach langen Verhandlungen war das Herzogtum Braunschweig mit den Königreichen Hannover und Preußen übereingekommen, eine Eisenbahn-Verbindung vom preußischen Minden über Hannover nach Braunschweig anzulegen. 1842 begannen die Bauarbeiten. Am 22. Oktober 1843 wurde die Strecke von Hannover bis Lehrte eröffnet. Ab dem 3. Dezember 1843 ging es bis Peine und am 19. Mai 1844 durchgängig bis Braunschweig. Auch der braunschweigische Abschnitt wurde von der Hannoverschen Staatsbahn betrieben.
Per Gesetz vom 22. Januar 1855 erhielt die Verwaltung zu Vechelde die Bezeichnung: Bahn- und Postexpedition.

Emailschild des preußischen Briefkasten

In den Braunschweiger Anzeigen vom 29. August 1865 ist zu lesen: „Vom 1.September an können die Briefkasten auch an den das Herzoglich Braunschweigische Gebiet passierenden Königlich preußischen Eisenbahn-Postwagen auf den hiesigen Stationen Jerxheim, Schöppenstedt, Wolfenbüttel, Braunschweig und Vechelde, zur Aufgabe nicht deklarierter Briefe, ohne Unterschied des Bestimmungsorts, benutzt werden. Bedingung ist, daß diese Briefe, welche auf diese Weise befördert werden sollen, unfrankiert oder durch Marken oder Couverts frankiert sein müssen. gez. Schottelius.“
In Alvesse (-Vechelde 13) unterhielt Robert Schneider (1890 bis 1912) eine Postagentur.

## Thedinghausen

Herzogtum Bremen und Verden (Auszug Thedinghausen)

Das Amt Thedinghausen war durch den Westfälischen Frieden von 1648 mit dem Erzstift Bremen, zu dem es gehörte, an das Königreich Schweden übergegangen. Im Jahre 1679 musste die schwedische Krone das Amt Thedinghausen und die Voigtei Dörverden an das Haus Braunschweig-Lüneburg abgetreten. Sie verwalteten das Land zunächst gemeinschaftlich. Rudolf-August von Braunschweig bot an, seinen Anteil gegen die Ämter Gifhorn, Fallersleben, Campen und Meinersen zu tauschen. Am 12. November 1681 kam es zur Teilung des alten Amtes Thedinghausen. Ein Teil das Kreisgericht Thedinghausen mit elf Gemeinden erhielt die Wolfenbüttelischen Linie. Am 30. Juni 1972 nahm der Landkreis Braunschweig, nach 300 Jahren, Abschied von Thedinghausen.

Frühe Poststempel von Thedinghausen

Im Jahre 1703 war die Münze braunschweigisch, das Gewicht bremisch.
Die Post war über das hannoversche Achim geleitet worden, wie ein handschriftlicher Vermerk „de Achim“ und ein wahrscheinlich westphälischer Einzeiler ACHIM nahelegt.
In der Westphälischen Zeit war Thedinghausen im Departement der Weser im Distrikt Rinteln und von 1. Januar 1811 bis zu 10. November 1813 im Departement der Elbe- und Weser-Mündung, Distrikt Verden.
Von einer Posteinrichtung erfahren wir durch das Circular 13 der braunschweigischen Post vom 28. März 1851. „§ 2  Vom 1. Mai 1851 wird in Thedinghausen eine Postexpedition in Wirksamkeit treten“. Amtsgerichtsschreiber Koldewe (1851 bis 1852) wird erster Postexpedient. Er benutzt den Zweikreisstempel mit Datumstrich. Mitglieder der Familie Hartmann (1852 bis 1873) erhalten 1855 den Rechteckstempel. Seit 1856 wurden die Briefmarken mit dem Rostrautenstempel mit der Nummer „42“ entwertet.
Zur Entwicklung des Postwesens in Lehre siehe: Postroute Braunschweig–Calvörde